# District de Kamikawa (Teshio)

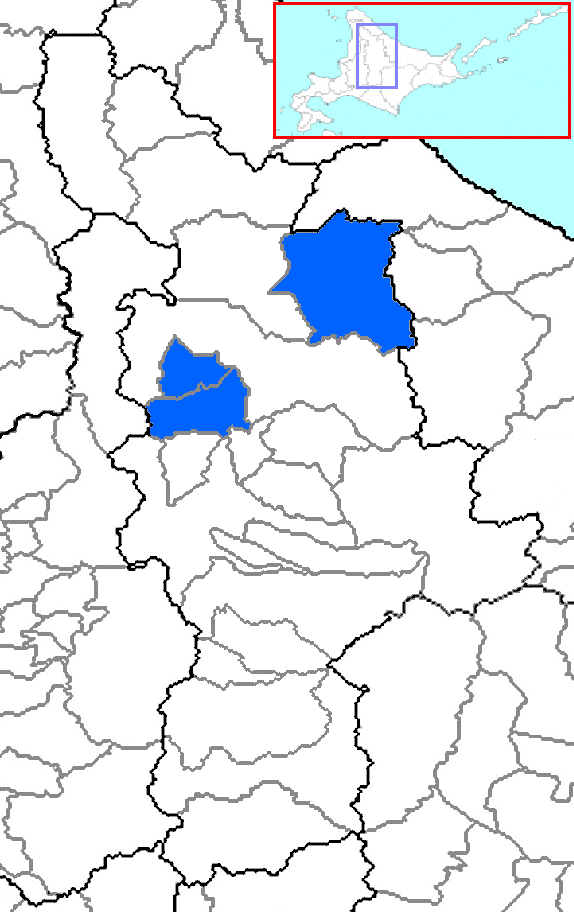
Emplacement du district de Kamikawa dans la sous-préfecture de Kamikawa.

Le district de Kamikawa (上川郡, Kamikawa-gun) est un district de la sous-préfecture de Kamikawa sur l'île de Hokkaidō au Japon.

## Géographie
Le district de Kamikawa est situé dans la partie nord de la sous-préfecture de Kamikawa, au sud-ouest et nord-est de la ville de Shibetsu. Pour ne pas le confondre avec les deux autres districts du même nom de l'île de Hokkaidō, le nom de l'ancienne province à laquelle il appartenait est précisé : district de Kamikawa Teshio (en référence au fleuve Teshio).
Au 1er avril 2015, la population du district est estimée à 10 465 habitants pour une superficie totale de 1 000,3 km2, soit une densité de 10,5 personnes/km2.

## Histoire
En 1869, après la fin de la guerre civile de Boshin, le bureau de colonisation de Hokkaidō, organisme du gouvernement de Meiji chargé du développement de l'ensemble des territoires situés au nord de l'île principale du Japon, Honshū, effectue un redécoupage administratif de l'île de Hokkaidō en créant 11 provinces, elles-mêmes découpées pour former 86 districts. Le district de Kamikawa est créé dans la nouvelle province de Teshio. La réalité administrative de la nouvelle entité juridique ne débute cependant qu'en 1879 avec le découpage des districts en bourgs et villes.

## Bourgs et villages
- Kenbuchi
- Shimokawa
- Wassamu